# Heterocnephes vicinalis
Heterocnephes vicinalis là một loài bướm đêm trong họ Crambidae.